# Evolution Tower
L'Evolution Tower est un gratte-ciel de 246 m construit en 2015 dans le quartier d'affaires de Moskva-City à Moscou en Russie. Il présente la particularité d'avoir une forme torsadée évoquant la structure hélicoïdale de l'ADN. L'immeuble a remporté la deuxième prix du Emporis Skyscraper Award récompensant le meilleur gratte-ciel de l'année.

## Architecture
La conception de la tour est effectuée par le cabinet RMJM et l’artiste écossaise Karen Forbes. Elle ressemble à deux rubans s’enroulant l’un autour de l’autre pour former une double hélice. Chacun des rubans tourne de 3° à chaque étage, et totalise un déplacement angulaire de 135° entre le bas et le haut de la tour. Les architectes se sont inspirés de la cathédrale Saint-Basile-le-Bienheureux, de la sculpture Le Baiser, d’Auguste Rodin, et de la tour Tatlin,.

## Utilisations
La tour fait partie du quartier d’affaires de Moscou, Moskva-City. En 2016, Transneft en fait l’acquisition pour un milliard de dollars.

## Distinctions
Le Council on Tall Buildings and Urban Habitat place l’Evolution Tower dans sa liste de finalistes pour l’Emporis Skyscraper Award en 2015. Un des membres du jury, Anthony Wood, explique que « le nombre de tours vrillées dans le monde augmente, mais celle-ci présente la torsade la plus extrême ». Le bâtiment obtient finalement le second prix, le jury louant son architecture expressive.